# Општина Сату Маре (Сучава)
Сату Маре (рум.  — „Велико Село”) општина је у Румунији у округу Сучава.
Oпштина се налази на надморској висини од 327 m.